# Општина Турчени (Горж)
Турчени (рум. Turceni) општина је у Румунији у округу Горж.
Oпштина се налази на надморској висини од 153 m.